# Rachel Carson Center for Environment and Society

Das Logo des Rachel Carson Centers

Das Rachel Carson Center for Environment and Society (RCC) ist ein internationales, interdisziplinäres Zentrum für Forschung und Bildung im Bereich der Umwelt- und Sozialwissenschaften.

## Entstehung
Das RCC wurde 2009 als gemeinsame Initiative der Ludwig-Maximilians-Universität München (LMU) und des Deutschen Museums gegründet und anfangs vom Bundesministerium für Bildung und Forschung als Käte-Hamburger-Kolleg gefördert. Bei der Evaluation nach Ablauf des ersten Förderzeitraums erhielt das RCC die höchste Punktzahl für seine Arbeit und bekam die Finanzierung für den maximal möglichen zweiten Förderzeitraum von weiteren sechs Jahren durch den Bund. Ab 2021 übernahm die LMU die Trägerschaft und volle Förderung für das Forschungszentrum.
Das RCC hat seinen Sitz in München, die Mitarbeiter und Fellows kommen allerdings aus der ganzen Welt. Die Arbeitssprache ist Englisch. Seit Gründung sind Christof Mauch und Helmuth Trischler die Direktoren des RCC. Mit der Einrichtung eines neuen Lehrstuhls für Environmental Humanities kam Sonja Dümpelmann 2023 als weitere Direktorin an das RCC.
Das Institut ist nach der amerikanischen Biologin, Autorin und Umweltschützerin Rachel Carson (1907–1964) benannt, deren Schriften das Bewusstsein für die Bedrohung der Umwelt und der menschlichen Gesundheit schärfen.

## Arbeit

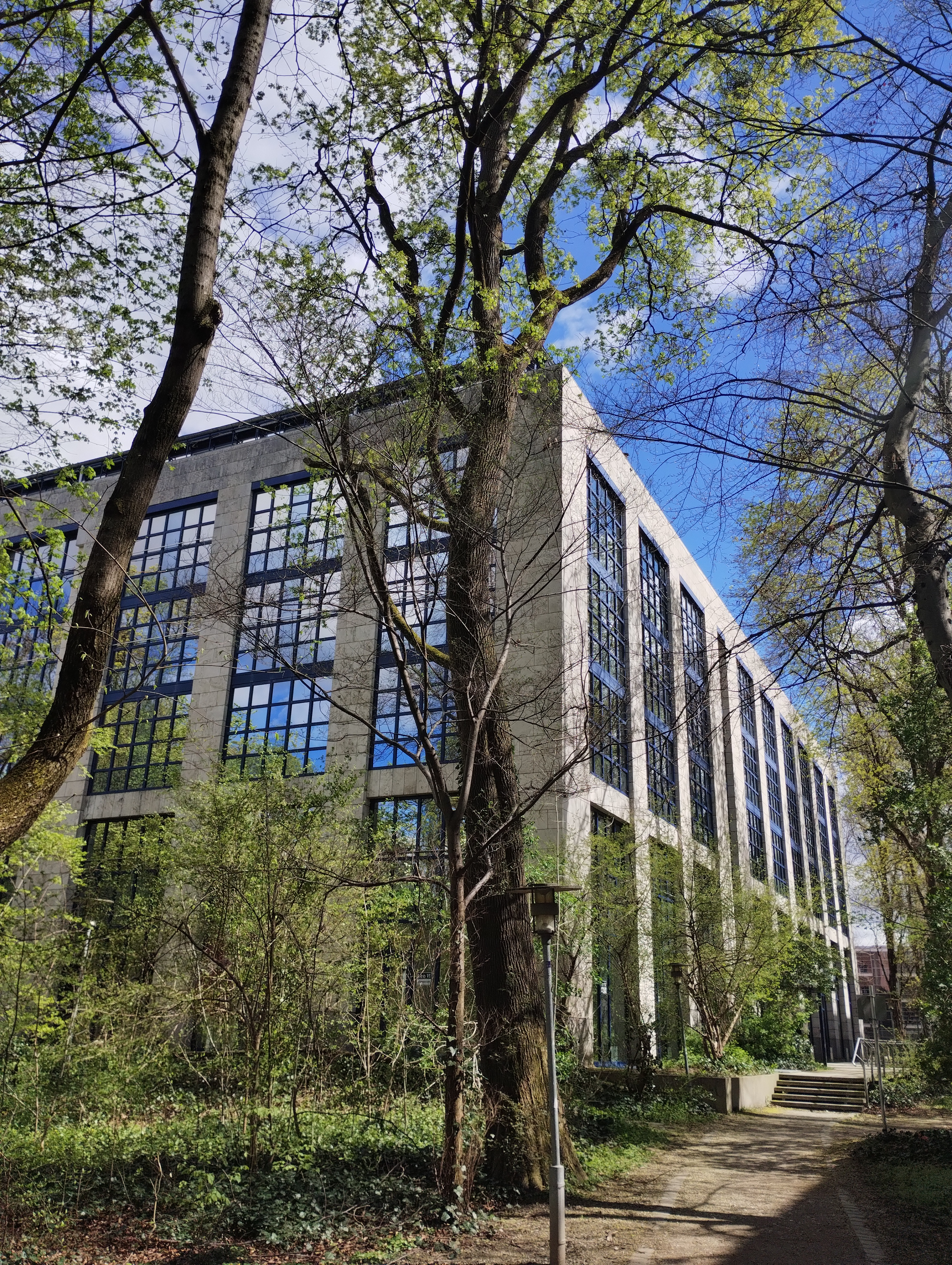
Rückseite des Rachel Carson Center Gebäudes, aus Sicht eines kleinen Parks.

Das Rachel Carson Center arbeitet zur Umweltgeschichte und allen anderen Geistes- und Sozialwissenschaften mit thematischer Orientierung an Umwelt und Natur. Es entstand als Reaktion auf die Vormacht der Naturwissenschaften in den Umweltwissenschaften und wurde zum Zentrum der Vernetzung von Lehrenden mit globaler Wirkung.
Das RCC verfügt über eine Reihe von Graduiertenprogrammen. Hierzu gehören das strukturierte Doktorierendenprogramm, eine internationale Doktorierendenschule (zusammen mit der Universität Augsburg), ein Master-Zertifikatsprogramm in Environmental Studies, sowie ein Masterstudiengang Environment and Society.
Wesentliche Säulen des Zentrums sind das RCC Projekthaus, in dessen Rahmen zahlreiche Drittmittelprojekte (mit Förderung von EU, DFG, AHRC, von Stiftungen etc.) eingeworben wurden, sowie ein Advanced Study Program, das bisher mehr als 500 Fellows und Visiting Scholars aus 70 Ländern beherbergt hat. Die ehemaligen Fellows sind in einer Society of Fellows organisiert; die ehemaligen Studierenden und Promovierenden in der RCC Alumni Association e. V.
Zu Partnerinstituten in verschiedenen Teilen der Welt – u. a. in Madison, Pécs, Peking, Tallinn, Venedig, Wien und Zürich – unterhält das RCC enge Beziehungen.
Weitere Aktivitäten sind Ausstellungen im Deutschen Museum, die Ausrichtung internationaler Seminare und regelmäßige Vorträge.
Das RCC kuratiert und veröffentlicht zwei Online-Publikationen, Arcadia und Springs, und verwaltet das öffentliche Ressourcenportal The Environment and Society Portal.